# آندره هافشنایدر
آندره هافشنایدر (انگلیسی: André Hofschneider؛ زادهٔ ۱۰ ژوئن ۱۹۷۰) بازیکن فوتبال اهل آلمان است.
از باشگاه‌هایی که در آن بازی کرده‌است می‌توان به باشگاه فوتبال آرمینیا بیله‌فلد، باشگاه فوتبال هانزا روستوک، باشگاه فوتبال آگسبورگ، باشگاه فوتبال یونیون برلین، و باشگاه فوتبال مونیخ ۱۸۶۰ اشاره کرد.

## یادکرد ویکی‌پدیا
- مشارکت‌کنندگان ویکی‌پدیا. «André Hofschneider». در دانشنامهٔ ویکی‌پدیای انگلیسی، بازبینی‌شده در ۲۶ مارس ۲۰۲۲.